# Little Roy
 (février 2017).
Si vous disposez d'ouvrages ou d'articles de référence ou si vous connaissez des sites web de qualité traitant du thème abordé ici, merci de compléter l'article en donnant les références utiles à sa vérifiabilité et en les liant à la section « Notes et références ».
Pour les articles homonymes, voir Roy.
Little Roy, né Earl Lowe vers 1950 à Witfield Town (Kingston, Jamaïque), est un chanteur de reggae jamaïcain.
Sa chanson Tribal War fut un tube pour George Nooks et John Holt.
Il a fêté ses 50 ans de carrière en 2016.

## Biographie
Little Roy a commencé sa carrière à l'âge de 12 ans en 1965, enregistrant quelques morceaux infructueux avec les producteurs Coxsone Dodd et Prince Buster. Il fait partie de l'héritage musical, l'un des pères fondateurs de ce que nous appelons ROOTS REGGAE ERA. Il fut le premier à enregistrer une chanson avec le mot REGGAE avec le producteur Prince Buster qui le nomma Little Roy bien que la chanson fût infructueuse. Il a eu son premier succès numéro un avec "Bongo Nyah" (1969) à l'âge de 16 ans pour Lloyd Daley ("Le Matador"), la première chanson sur le mouvement Rastafari à avoir un succès commercial en Jamaïque. Pour sa chanson "Don't Cross the Nation" (1970), Little Roy travaille avec les Wailers et le producteur Lee "Scratch" Perry. Il travaille avec le regretté Dennis Brown à la basse et Leroy Sibbles dans la chanson "Tribal War". À partir de 1972, Roy travailla avec Maurice "Scorcher" Jackson et son frère Munchie. Roy a enregistré les chansons "Tribal War" et "Prophecy" dans les années 1970. Steely & Clevie a utilisé le rythme de "Prophecy" en 1990, ce qui a permis à Freddie McGregor d’enregistrer un album à succès. Roy décida de rééditer une partie de son ancien matériel sur un album intitulé Prophesy. Un nouvel album, Live On, Adrian Sherwood sur l'album de 1996, Long Time. Roy a publié un autre album en 2005, Children of the Most High.
En mai 2011, Little Roy a collaboré avec Prince Fatty et Mutant Hi-Fi pour enregistrer la reprise de Sliver/Dive du premier single de Nirvana. Un album de chansons de Nirvana, Battle for Seattle, est sorti en septembre 2011 sur Ark Recordings.

## Discographie
- 1976 - Tribal War
- 1981 - Columbus Ship
- 1989 - Prophecy
- 1991 - Live On
- 1996 - Tafari Earth Uprising
- 1996 - Longtime
- 1999 - More From A Little
- 1999 - Packin' House (Little Roy & Friends)
- 2005 - Children of the Most High
- 2011 - Battle for Seattle